# Argentinska invazija na Falklandske otoke
Argentinska invazija na Falklandske otoke (špa. Invasión de las Islas Malvinas) – kodnog naziva Operacija Rosario (špa. Operación Rosario) – bila je vojna operacija koju su pokrenule argentinske snage 2. travnja 1982. kako bi zauzele Falklandske otoke, a služila je kao »katalizator« za Falklandski rat koji je uslijedio. Argentinci su se iskrcali amfibijski, a invazija je završila predajom Falklandske vlade.

## Obrana
Britanska vlada je obavijestila guvernera Rexa Hunta o mogućoj argentinskoj invaziji 1. travnja 1982. godine. U 15:30 tog dana primio je brzojav ministarstva vanjskih poslova u kojem je pisalo slijedeće:

### Uključene snage
Guverner je pozvao dvojicu najviših časnika Kraljevskih marinaca iz postrojbe mornaričkog pješaštva 8901 u svoju palaču u Port Stanleyu kako bi raspravljali o mogućnostima obrane Falklandskih otoka. Tijekom sastanka je rekao: »Čini se da kreteni to uistinu misle.«
Bojniku Mikeu Normanu dodijeljeno je zapovijedništvo nad marincima zbog godina službe, a dočim je bojnik Gary Noot postao vojni savjetnik guvernera Hunta, Otoke je branilo 68 marinaca i 11 mornara s antarktičkog ophodnog broda Endurance, pod zapovijedništvom poručnika Kraljevske ratne mornarice Chrisa Todhuntera. Broj vojnika koji su bili na raspolaganju bio je znatno veći od uobičajenog jer je u vojarni bila u tijeku smjena postrojbi te su se na Falklandskim otocima u isto vrijeme našle postrojbe koje su bile na odlasku kao i postrojbe koje su ih trebale zamijeniti.
Broj vojnika smanjen je na 57 nakon ukrcavanja 22 kraljevska marinca na brod HMS Endurance kako bi se pridružili britanskoj antarktičkoj ekspediciji koja je imala 13 članova pod vodstvom zapovjednika baze Stevea Martina kako bi promatrali argentinske vojnike na otoku Južna Georgia. Kraljevska ratna mornarica i pisac Russell Phillips navode da je u Port Stanleyu bilo nazočno 85 marinaca.
Njihove redove pojačalo je najmanje 25 pripadnika obrambenih snaga Falklandskih otoka. Mještanin Graham Bound, koji je ostao na otoku tijekom argentinske okupacije, navodi u svojoj knjizi Invazija 1982.: Falklandski otočani u ratu da se 40 pripadnika (uključujući i petnaest bivših pripadnika) javilo na dužnost u dvorani za vojnu obuku. Njihov nadređeni časnik, bojnik Phill Summers, rasporedio je pripadnika dragovoljačke paravojne postrojbe na ključne točke poput telefonske centrale, radijske postaje i elektrane. Uključivši i vlastitog sina Briana Summersa. Kapetan Jack Sollis koristio je civilni obalni brod Forrest kao improviziranu radarsku postaju ploveći nedaleko od obale, Port Stanleya. Još četvorica civila  ponudila su svoje usluge guverneru Rexu Huntu, Jim Fairfeld i Anthony Davies bivši pripadnici kraljevskih marinaca, kanadski državljanin, Bill Curtiss te vozač guvernera Rexa Hunta, Don Bonner. Rex Hunt je bio naoružan pištoljem marke Browning kalibra 9 mm.
Prije iskrcavanja glavnine argentinskih snaga, devet britakskih mornara stavljeno je pod zapovijedništvo  glavnog tajnika Dicka Bakera, kako bi okupili 30 državljana Argentine koji su živjeli u Port Stanleyu te ih odveli u pritvor blizu policijiske postaje. Prisjetio se:
Devetorica mornara vratila su se u guvernerovu palaču u kojoj su uspostavili informativnu službu ostavivši zatvorenike pod paskom poručnika Kraljevske ratne mornarice pod vodstvom Richarda Balla.

## Operacija Rosario
Argentinska  amfibijiska operacija počela je kasno navečer četvrtkom 1. travnja. nakon što je razarač ARA Santisima Trinidad iskrcao mornaričke specijalce južno od Port Stanleya. Glavnina argentinskih snaga  trebala se iskrcati nekoliko sati kasnije s broda za amfibijisko ratovanje ARA Cabo San Antonio blizu aerodroma na plažu koju su prethodno označili ronioci s podmornice ARA Santa Fe. Operacija je tijekom faze planiranja nazvana Azul (hrv. Plavo), ali je naposlijetku preimenovana u Rosario.

### ARASanta Fe
Operacija Rosario počela je izviđanjem Port Williama koje je izvršila podmornica ARA Santa Fe te iskrcavanjem 14 pripadnika mornaričkih specijalnih postrojbi blizu Rta Pembroke uključujući i zapovjednika te elitne postrojbe, starijeg poručnika bojnog broda Alfreda Raula Cufrea. Izviđanje je počelo 31. ožujka kad je ribarska kočarica Forrest uočena periskopom u 22 sata, nedaleko od obale Port Stanleya. Sutradan je posada podmornice Santa Fe doznala da vlasti u Port Stanleyu znaju za argentinske planove pa je bilo nužno izvršiti neke promjene. Umjesto iskrcavanja na Pembroke komandosi su prvo zauzeli obližnju plažu.
Komandosi su napustili podmornicu Santa Fe u 13:40 te su se s plaže uputili prema poluotoku Pembroke u gumenjacima tipa Zodiac. Stigli su do zaljeva Yorke 2. travnja u 4:30. nakon postavljanja svjetlećih signalnih naprava za iskrcavanje glavniine snaga, zauzeli su uzletište i svjetionik pritom ne naišavši na značajniji otpor. Nakon predaje britanskih snaga u Port Stanleyu ta postrojba je dobila zadaću da okupi kraljevske marince i odvede ih u pritvor.

### Napad na vojarnu u Moody Brooku
U noći s 1. na 2. travnja 1982., brod Santisima  Trinidad je zastao na 500 metara udaljenosti od  Mullet Creeka te spustio u vodu 21 brzi desantni čamac tipa Gemini. U čamcima su se nalazila 84 pripadnika specijalnih postrojbi 1. amfibijiske grupe komandosa pod zapovjedništvom starijeg poručnika bojnog broda Gullierma Sancheza Sabarota te manja skupina kojom je zapovijedao stariji poručnik bojnog broda Pedro Giachino dozapovijednik 1. bojne mornaričkog pješaštva koji se dragovoljno prijavio na zadatak  zauzimanja guvernerove palače. Argentinski kontra admiral Jorge Allara je putem radiopostaje s broda Santisima Trinidad zahtijevao od Rexa Hunta mirnu predaju, no taj je zahtjev odbijen. 
Giachinova skupina je trebala prijeći najkraću udaljenost dvije i pol milje prema sjeveru. Vojarna u Moody Brooku prema kojoj je napredovala glavna skupina bila je udaljena 9,7 killometara. Sabarots Sanchez je opisao napredovanje svoje postrojbe u mraku u knjizi Argentinska borba za Falklandske otoke.
Glavnina argentinskih marinaca pretpostavljala je da se u vojarni u Moody Brooksu nalaze usnuli kraljevski marinci. U vojarni je bilo mirno, iako je u uredu zapovjednika kraljevskih marinaca svjetlo bilo upaljeno. Stražari nisu primjećeni a noć je bila mirna. Sanchez Sabarots nije čuo ništa što bi ukazalo na bilo kakva kretanja u guvernerovoj palači niti na dalekim plažama. Bez obzira na to izdao je zapovjed za početak napada. Nastavio se prisjećati:
Buka nastala zbog ispaljivanja granata bila je jasan znak za uzbunu bojniku Normanu da su Argentinci prisutni na otoku, stoga je vozilom otišao do guvernerove palače. Shvativši da se sprema napad iz smjera Moody Brooka, izdao je zapovjed svim postrojbama da se približe guvernerovoj palači kako bi omogućio centralizaciju obrane. U isto vrijeme većina pripadnika obrambenih snaga Falklandsih otoka primila je slične zapovjedi te se povukla u dvoranu za vojnu obuku.
Narednik Gerald Cheek iz obrambenih snaga Falklandskih otoka se prisjetio:
Iako niti jedan marinac nije svjedočio napadu, britanska verzija priče o tome u kakvom je stanju  blila vojarna u Moddy Brooku nakon napada znatno se razlikuje od argentinske verzije događaja. Nakon što su kraljevskim marincima dopustili da se vrate u vojarnu kako bi uzeli osobne stvari. Norman je opisao kako su zidovi vojarne bili izrešetani strojničkom paljbom te su na njima bili vidljivi tragovi granata s bijelim fosforom »kao u klasičnoj operaciji čišćenja kuća«. Argentinci smatraju da je vojarna uništena u zračnom napadu zrakoplovima tipa Harrier iz 1. eskadrile Britanskog kraljevskog ratnog zrakoplovstva 12. lipnja 1982. u kojem su sudjelovali poručnik ratnog zrakoplovstva Mark Hare i zapovjednik eskadrile Peter Squire, a poginula su trojica novaka i ranjen njihov zapovjednik.

### Amfibijsko iskrcavanje u zaljevu Yorke
Mnogo važniji pokreti zbivali su se na istočnom rubiu Port Stanleya. Dvadeset argentinskih  gusjeničarskih amfibijskih borbenih vozila pješaštva tipa LVTP 7A1 iz prve amfibijske  bojne pod zapovjedništvom starijeg poručnika bojnog broda Alberta Cazzanige koji su transportirali pripadnika satnija D i E iz sastava druge bojne mornaričkog pješaštva iz mornaričke baze Puerto Belgrano, iskrcano je s broda za prijevoz tenkova ARA Cabo San Antonio u zaljevu Yorke, dok ih je promatrala skupina kraljevskih marinaca pod  zapovjedništvom poručnika Billa Trollopa. Dva amfibijiska plovila argentinske proizvodnje također suc korištena tijekom  iskrcavanja kasnije tog jutra a pala su u ruke Britanaca nakon kraja borbi u lipnju.
Kolona oklopnih vozila kretala se aerodromskom  ceston prema Port Stanleyu predvođena s tri vozila tipa Amtrac i čim  je stigla blizu postaje za istraživanje ionosfere točno u 7 sati i 15 minuta napala ju je skupina kraljevskih marinaca protu tenkovskim raketama i strojničkom paljbom. Stariji  poručnik bojnog  broda Hugo Santilian kasnije je napisao u službenom izvješću poslije  bitke.
Posada Amtraca koji se nalazio na desnoj stran skrenula je s ceste na malu nizinu i pritom iskrcala marince uključujući i jednog ranjenog vojnika Horacija Tellija, sklonivši ih od pogleda. Zbog toga su kraljevski marinci pomislili  kako je Gibbs postigao izravan pogodak u putnički odjeljak borbenog vozila pješaštva. Prema tumačenju Santillana, to vozilo je pogođeno s 97 metaka dočim su drugom vozilu uništene gusjenice.
Trollope koji je zapovjedao drugpm sekcijom opisao je zbivanja:
Prema navodima guvernera Hunta u njegovim memoarima, marinci Brown i Betts zaustavili su čelni Amtrac pogotkom  u prednje gusjenice dočim je marinac Gibbs ostvario još jedan pogodak izravno u putnički odjeljak borbenog  vozila.
Trollope i njegovi vojnici povlačili su se ulicom Davis trčeći iza kuća dok su ih progonili argentinski marinci, te su zalegli na tlo otvorivši paljbu prema cesti kad su uvidjeli da ne mogu stići do guvernerove palače. Skupnik Lou Armour koji  je zapovjedao prvom sekcijom   nalazio se kod Hookers Pointa za vrijeme početka invazije. Ubrzo nakon napada, na Moody Brook, primio je zapovjed da se povuče u guvernerovu palaču, usput su sustigli sekciju kojom je zapovjedao skupnik David Carr. 
Kad su obje sekcije krenule potražiti Trollopove vojnike, Armour je odlučio  još jednom pokušati proboj do guvernerove palače. Koristeći paljbu i manevriranje kako  bi prešli preko nogometnog  terena zatim su nastavili puzati uz živicu koja se protezala do vrtova  u kojima ih je dočekala prijateljska paljba. Kako je rekao Amour:
Naposlijetku su došli na sigurno kroz kuhinjska vrata Opet prema Armourovom sjećanju:
U međuvremenu, skupnik Stefan York sa svojom sekcijom  strpljivo je čuvao  svoje skrovište na zapadnom dijelu Navy Pointa. Argentinsko amfibijsko plovilo približavalo se luci Stanley, te je marinac Rick Overal ispalio projektil iz protutenkovskog bacača tipa Carl Gustav za koji su britanski vojnici prilikom razgovora s vojnim povjesničarom Martinom Middlebrookom, ustvrdili da je probio bok amfibijiskog plovila je ubivši sve putnike. Kako je ustrvdio stariji poručnik bojnog broda Hugo Jorge Santilian jedno oklopno vozilo za izvršenje popravaka ušlo je u luku Stanley nakom zauzimanja guvernerove palače, sa zadaćom izvršemja hitnih popravaka na dva amfibijiska borbena voziila koja su bila oštećena ranije prilikom borbi u blizini postaje za ionosferska istraživanja. Mještanin vatrogasac Neville Bennett vodio je dnevnik o argentinskoj okupaciji i u njemu je zapisao da je vidio jedno amfibijsko borbeno vozilo pješaštva koje je bilo oštećeno nakon gubitka jedne gusjenice.
Bojnik Mike Norman napisao je u svojoj knjizi  o braniteljima Navy Pointa:

### Bitka za guvernerovu palaču
Ležeći na malom brijegu južno od guvernerove palače stariji poručnik bojnog broda Pedro  Giachino suočio se s teškom zadaćom zauzimanja tog strateški važnog cilja s postrojbom od samo šesnaest ljudi i bez radioveze. Podijelio je svoju postrojbu u manje skupine razmjestivši po sa svake strane te jednu u pozadini. Nisu znali da je guvernerova palača glavna točka okupljanja kraljevskih marinaca koji su bili brojčano jači od komandosa u omjeru većem od dva naprama jedan.
Prvi napad na taj objekt počeo je u 6:30 samo sat vremena prije iskrcavanja u zaljevu Yorke, nakon što je jedna od Giachinovih desetina predvođena poručnikom Gustavom Adolfom Lugom, počela s razmjenom paljbe s britanskim vojnicima koji su se nalazili u kući. Istodobno je Giachino s četvoricom vojnika, ušao u prostor za poslugu misleći da je to stražnji ulaz u rezidenciju. Četvorica marinaca, skupnici Mick Sellen i Collin Jones te marinci Harry Dorey i Murray Paterson koji su branili prostor za poslugu, odbili su prvi napad. Giachino je pogođeh odmah čim je prošao kroz vrata, dočim je poručnik Diego Garcia Quiroga nastrijeljen u ruku. Preostala trojica vojnika povukla su se u  odaju za sobarice.
Giachino nije bio mrtav, ali je bio teško ranjen. Argentinski vojni bolničar skupnik Ernesto Urbina, pokušao je doći do njega ali je ranjen granatom. Giachino je vidjevši  što se dogodilo izvukao osigurač ručne granate i prijetio da će je upotrijebiti. Kraljevski marinci su zatim pokušali nagovoriti argentinskog časnika da  se riješi ručne granate kako bi mu mogli pružiti medicinsku pomoć, ali je on to odbio spriječivši ih da stignu do njega. Nakon predaje britanskih  snaga u guvernerovoj palači otprlike tri sata kasnije,  stariji poručnik bojnog broda Giachino odveden je u bolnicu Stanley ali je preminuo zbog gubitka krvi.
Bojnik Norman je primio izvješće putem radioveze u guvernerovom uredu, od sekcije skupnika Yorka koja je bila raspoređena na poluotoku Camber, kako  bi motrila  uplovljavanje argentinskih brodova u luku Stanley. Skupnik je izvjestio kako vidi tri potencijalne mete i pitao koju bi prvu trebalo gađati. »O kakvim metama se radi?«, upitao je bojnik. »Prva meta je nosač zrakoplova, druga meta je krstarica.« U tom trenutku je veza prekinuta.
Nakon što je ispalio raketu na amfibijisko plovilo koje je plovilo prema zaljevu Yorke. York se odlučio na povlačenje svoje sekcije i odlučio je napraviti eksplozivnu zamku s protutenkovskim  bacačem tipa Carl Gustav, prije nego što su veslajući u gumenim čamcima tipa Gemini krenuli na sjever preko Port Williama. Dok je to činio  York je tvrdio da ih je proganjao  argentinski razarač (ili korveta ARA Drummond ili Granville). Zahvaljujući njegovoj inicijativi čamcem tipa Gemini sekcija je stigla do usidrenog ribarskog broda iz Poljske i skrila maleni čamac u  sjeni ribarskog broda. Strpljivo su čekali priliku  prije nego što su krenuli na obalu te se iskrcali na maloj plaži. Argentinski izvori tvrde da je s broda Drummond otvorena paljba u samobrani na uvalu sjeverno od Port Williama u kojoj su uočeni  nepoznati vojnici, kao podrška brodu Cabo San Antonio, posada kojeg je izvjestila »o padu projektila blizu desne strane broda« očito ispaljenog iz tog područja. Drugi izvještaji argentinske mornarice navode da je u Port Williamu borbeno djelovao brod ARA Granville.
Napad argentinskih komandosa na guvernerovu palaču je i dalje trajao. Postoje dokazi da je korištenje šok granata krivo shvaćeno kao ispaljivanje tromblonskih mina i minobacačkih granata, a stalno premještanje prilikom paljbe navelo je kraljevske narince unutar palače na pomisao da ih je opkolila velika satnija marinaca te da je stanje beznadno jer su brojčano slabiji. Zapravo su nakon neuspjelog upada Giachinove skupine u rezidenciju Britance opkolila samo dvanaestorica amfibijiskih komandosa. Tu skupinu je  predvodio Giachinov dozapovjednik, poručnik Lugo. Terenska vozila tipa Land Rover koja su koristili kraljevski marinci komandosi su onesposobili paljbom iz automatskog oružja.
Guverner Hunt je telefonom nazvao Patricka Wattsa na radiopostaji, Radio Stanley kako misli da su snage napadača veličine jedne ojačane satnije:
S pkupnici Geordie Gill i Terry Pares, obojica snajperisti također su tvrdili da su ustrijelili  nekoliko Argentinaca u prsa i glavu dok su se pokušavali raspršiti na brijegu iznad guvernerove palače. »Sredili smo nekoliko Argentinaca dok su se približavali ja sam naciljao dvojicu i pobrinuo sam se da budu izbačeni iz stroja. Prema prvoj procjeni ubili smo petoricu i ranili smo sedamnaestoricu ali mi smo brojili samo ona tijela koja smo vidjeli kako padaju pred nama.« Prema procjeni bojnika Normana skupnici Pares i Gills ubili su ili ranili četvoricu ili petoricu argentinskih specijalaca: »Skupnici Pares i Gills, radili su izvrstan posao. Gill bi pogledao kroz ciljnik snajperske puške i rekao Paresu gdje je neprijatelj a Pares bi zatim ispalio  deset metaka rafalnom paljbom, i čim bi neprijatelj bio u pokretu Gill bi ih sredio  snajperskom puškom. Na taj način su ubili četvoricu ili petoricui l čitavo vrijeme o tome davali komentare u trku.«
U službenoj povijesti obiju strana, gubitci argebrinske strane navode jednog poginulog vojnika i trojicu teško ranjenih kod guvernerove palače. Još trojica argentinskih marinaca (vojnik Horacio Tellio, velečasni Angel Maffezini, i stariji poručnik bojnog broda Hugo Santilian ozlijeđeni su dok su išli u zaklon tijekom okršaja u okolici te u samom Port Stanleyu). Kennneth Clarke je bio jedan od ukupno četvorice britanskih dopisnika tijekom bitke koji je  o događajima izvještavao iz kuće guvernerovog tajnika dok su specijalne postrojbe argentinskih marinaca zaklonjene iza živice i stijena napadale guvernerovu palaču koja je bila udaljena manje od stotinu metara. Clarke je čuo pucnjavu i osjetio podhrtvanje tla uzrokovano eksplozijama. U zoru je metak argentinskog snajperista uletio kroz prozor spavaće sobe i prošao mu kroz kosu.
Oko 7:30 minuta zapovjednik lokalne policije Ronnie Lamb morao je zapovjediti dvojici policajaca da se upute u guvernerovu palaču kako bi spasili civila Henryja Hallidaya, koji je bezbrižno krenuo na posao unatoč žestokoj bitki  koja se odvijala posvuda oko njega. Naposlijetku ,  Hunt je odlučio početi pregovore s argentinskim zapovjednicima u 8:30 minuta, nakon što ga je bojnik Norman upozorio: »Kako bi naša obrana bila odlučna, nepopustljiva ali razmjerno kratkotrajna.« Posrednik u pregovorima bio je Hector Gilobert, čelnik otočkog predstavništva argentinskog zračnog prijevoznika LADE. Gillobert i guvernerov zamjenik otišli  su u argentinski stožer s izvješenom bijelom zastavom. U to vrijeme je na snazi bio praktični prekid vatre povremeno prekršen paljbom iz vatrenog oružja.
Gxuvernerovi izaslanici pronašli su argemtinsko zapovjedno mjesto u gradskoj vijećnici Port Stanleya. Argentinski zapovjednik je prihvatio ponudu britanske strane da se sastane s Rexom  Huntom licem u lice u njegovom oštećenom uredu. Za vrijeme trajanja  u rezidenciji se dogodio još jedan incident. Trojica argentinskih komandosa koja su preživjela prvi okršaj uz rezidenciju nehotice  su otkrila svoju prisutnost bojniku Noottu, dok su se spremali  napustiti svoje skrovište. Bojnik je pucao iz svoje Kratke strojnice tipa Sterling u strop odaje za sobarice. Prema britanskim  izvješćima zaprepašteni komandosi su se prevrnuli niz stube položivši oružje na tlo. Postali su prvi ratni zarobljenici argentinske nacionalnost u Falklandskom ratu iako je dotad guverner Hunt već stupio u kontakt s argentinskim dužnosnicima kako bi pregovarao o uvjetima predaje.  
Prema verziji koju je ispričao stariji poručnik bojnog broda Cufre, koji je u to vrijeme bio u zračnoj luci Stanley trojica komandosa su ostala na svojim položajima do kraja neprijateljstava. Zapovjednik argentinskih snaga u vrijeme operacije admiral Carlos Busser, je ustvrdio da je prekid vatre već bio na snazi  kad su se trojica komandosa odlučila predati kako bi pomogli ranjenicima shvativši kako se bitka bliži kraju  te bi svaka pogibija u to vrijeme bila uzaludna. Samo nekoliko minuta nakon tog događaja guvernerova kuća je kapitulirala.

#### Predaja
U međuvremenu su kraljevski marinci ugledali  borbena vozila tipa Amtrac koja su prilazila guvernerovoj palači nakom što ih je napala sekcija poručnika Trollopa. Borbena vozila tipa Amtrac bila su najveći problem guvernera Rexa Hunta, jer su mogli zauzeti položaj daleko izvan domašaja kraljevskih marinaca i raznijeti guvernerovu palaču. Vozila su napredovala prema Moody Brooku kako bi se spojila s postrojbom starijeg poručnika bojnog broda Gullierma Sancheza Sabarotsa. Amfibijiski komandosi iz njegove postrojbe sporo su se kretali cestom kako bi pojačali  svoje suborce koji su držali pod opsadom guvernerovu palaču nakon što su zarobili nekoliko ljudi pokraj trkališta. Većina vojnika Falklandskih obrambenih snaga zarobljena je u dvorani za obuku, u koju su se zabarikadirali nekoliko sati ranije dok je jedna sekcija zarobljena blizu guvernerove palače i zatim  odvedena u dvoranu kako bi se pridružili ostalim pričuvnicima. Još dvije sekcije su zarobljene nakon pada guvernerove palače te im je zapovjeđeno da legnu  licem prema  dolje zajedno s kraljevskim marincima. U međuvremenu je skupina mornara s broda HMS Endurance počela uništavati službene dokumente u guvernerovoj palači.
Bojnik Norman je ranije savjetovao  guvernera Hunta da se probije s kraljevskim marincima  u divljinu i uspostavi sjedište vlasti na drugom mjestu, ali je on nakon sastanka s zapovjednikom  argentinskih  pomorsko desantnih snaga, admiralom  Büsserom, pristao je na predaju britanskih postrojbi nadmoćnijim argentinskim snagama u 9:30:
Dok je Bojnik Noot ispratio Bussera iz guvernerove palače, britanski časnik je davao morfiji i podvezivao rane argentinskim vojnicima kako bi zaustavio krvarenje a poručnik Diego Garcia Quiroga je kasnije rekao da mu je Noott spasio život. Hitno je odveden u bolnicu Stanley u kojoj su ga operirala dvojica liječnika nakon što su njegovu tešku vojnu odoru prerezali škarama. Skupnik Ernesto Urbina primio je infuziju krvne plazme u bolnici Stanley kojom mu je spašen život. 
Prije kapitulacije guvernera Hunta Sanchez – Sabario je morao izdati zapovijed jednoj sekciji svojih vojnika da oslobode argentinske državljane za koje je Gillobert izvijestio da su pritvoreni pod  stražom u gradskoj vijećnici. Ali prije nego što su stigl, kapetan fregate Alfredo Raul Weinstabl i njegov pobočnik, poručnik Juan Carlos Martinelli i nekoliko marinaca iz njegovog taktičkog stožera zauzeli su zgrade  gradske vijećnice i policijske postaje. Kako je ustvrdio Weinstabl: 
Hunt je poslije sredinom travnja izjavio da su branitelji ispalili 6000 metaka tijekom borbi za guvernerovu palaču i drugdje. Guverner Falklandskih otoka je osporavao tvrdnje argentinske strane kako su prilikom pomorskog desanta imali samo jednog poginulog vojnika i dvojicu ranjenih, rekavši novinarima časopisa Time Britonu Haddenu i Henryju Robinsonu Luceu u članku objavljenom 12 travnja 1982. da  su barem petorica a možda i petnaestorica napadača poginula a 17 ih je ranjeno tijekom invazije. Bojnik Norman  je 2007. potvrdio da su britanski branitelji ispalili 6450 metaka iz lakog  pješačkog  oružja i 12 raketa tijekom borbi 2. travnja 1982.
Strahujući da su britanski vojnici postavili promatračnicu na otoku Tussock, bojnik  Mario Castagneto i njegova 601 satnija komandosa poslani su na otok kako bi ga oslobodili  od neprijateljskih specijalaca, ali su se vratili  praznih  ruku i potpuno prekriveni crnom čađom koja je nastala nakon što je argentinski zrakoplov tipa Pucara bombardirao otok napalm bombama 1. svibnja. Međutim, nekoliko otočana vjeruje da su napadi napalmom bili dio kampanje zataškavanja pokrenute kako bi se prikrili argentinski gubitci tijekom početnih borbi u operaciji kodnog imena Rosario.
Nakon predaje, kraljevski marinci i dvije sekcijkaapovijedbištvom dvojice skupnika, Geralda Cheeka i Pata Pecka iz Falklandskih  obrambenih snaga zarobljeni su i odvedeni na igralište. Fotografirao ih je britanski novinar Simon Winchester iz tjednika Sunday Times, i na fotografijama se vide zarobljeni britanski vojnici kako leže na tlu lica okrenutih  prema  dolje a fotografije je prokrjumčario Tony, sin Rexa Hunta. Fotografije su naelektrizirale britansku javnost  nakon prikazivanja na televiziji koje je dovelo do  dnažnog  protivljenja invaziji u britanskoj javnosti. Sekcija skupnika Armoura borila se na drugom katu guvernerove palače te je zarobljena.
Kraljevski marinci su se borili hrabro i vješto i ubili jednog od njegovih najboljih časnika starijeg poručnika bojnog broda Giachina, zamjenika zapovijednika 1. bojne marinaca rekao je Carlos Busser. Mogli su položiti oružje a njihova vojnička čast ostala je neokaljana. Njegov apel je bio uspješan te je zbog njega guverner odlučio da nema drugog izbora osim prihvatiti ono što je neizbježno. Kraljevskim marincima je dopušteno da se u skupinama od desetorice ljudi vrate u vojarnu u  Moody Brooku praćeni naoružanim stražarima a nakon ulaska u vojarnu imali su deset minuta kako bi spakirali osobne predmete.
U poslijednjem činu prkosa, Rex Hunt je obukao svečanu odoru ukrašenu nojevim perjem opremljen mačem prije nego je krenuo na vožnju službenim autom  do zračne luke Stanley kako bi se ukrcao u avion. »Osjećamo se kao da napuštamo sve naše ljude, ali što drugo možemo učiniti?« rekla je Huntova uplakana supruga  Mavis,  britanskom novinaru Kennethu  Clarku. 
Ubrzo nakon toga kraljevski marinci su ukrcani u transportni zrakoplov Lockheed C-130 Hercules kojim su odljetleli u grad Comodoro Rivadavia gdje su se trebali ukrcati u avion drugog prijevoznika te odletjeti u Urugvaj a zatim u  Ujedinjeno Kraljevstvo. Pripadnici obrambenih snaga Falklandskih otoka nisu odvedeni u Argentinu zajedno s članovima postrojbe NP 8901, nego su razoružani i vraćeni kućama.
Marincima i mornarima kojih je bilo 77 priređena je junalka dobrodošlica  nakon slijetanja u postaju kraljevskog ratnog zrakoplovstva  Brize Norton  5. travnja. na konferenciji za tisak koja je uslijedila Rex Hunt (u prisutnosti dvojice bojnika Noota i Normana) obavijestio predstavnike svijetskog tiska da su branitelji Port Stanleya ubili najmanje petoricu argentinskih  vojnika i zarobili trojicu napadača  i ranivši još 17 prtom uništvši borbeno vozilo pješaštva u kojem je bilo 10 vojnika »koji se nikad više nisu pojavili.« U svom poslijednjem   izviještaju iz Port Stanleya objavljenom 5. travnja, Kenneth Clarke dopisnik Daily Telegrapha  potvrdio je da  je zapovijednik argentinskih marinaca odao počast kraljevskim marincima i zanijekao da su on i drugi britanski novinari bili podvrgnuti zastrašivanju kako su ranije izvijestile jedne britanske novine.
Sekcija skupnika Yorka ostala je na slobodi. Došli su do farme na otoku Long Island koja je bila u vlasništvu gospođe Watson 4. travnja. Yorke nije  nije imao radiovezu i zbog zabrinutosti za žvote civila odlučio se predati argentinskin snagama. Javili su svoj položaj argentinskoj vojsci koristeć radio stanicu jednog mještana, a Yorke je odmah zatim zapovijedio svojim vojnicima da unište i pokopaju oružje. Bojnik Patricio Dowling i jedan vod 181. satnije vojne policije transportirani su helikopterom na tu lokaciju te su nakon grubog postupanja s vojnicima iz sekcije skupnika Yorkea i poziranja za fotografije zatvorili kraljevske marince u policijiskoj  postaji u Port Stanleyu. Sekcija skupnika Yorkea je nakon toga držana u  zarobljeništvu u gradu Comodoro Rivadavia zajedno s još 22 vojnika iz voda kojim je zapovijedao poručnik Keith Mill te zaštitni odred britanske  antarrtičke ekspedicije kojim je zapovijedao Steve Martin zarobljen na otoku Južna Georgia.   
Britanski stručnjak za tenkove Abdrew Hill nakon što je proučio sve dostupne dokaze 2022.,  zaključio je da nikakvo argentinsko amfibijsko borbeno vozilo pješaštva nije uništeno tijekom invazije, iako su jednom očito uništene gusjenice nakon što je pogođeno protutenkovskim projektilom.

#### Policija Port Stanleya
Zapovijednik policije Ronnie Lamb deportiran je ubrzo nakon okupacije, a jedina profesionalna policajka napustila je policiju svojevoljno ubrzo nakon toga. Napustivši posebnu postrojbu redarstvenika koja je žurno unovačena uoči invazije ali je napustila službu kako ne bi surađivala s neprijateljem, osim devetnaestogodišnjeg redarstvenika Antona Livemorea.

## Reakcija Ujedinjenih naroda
Vijeće Sigurnosti Ujedinjenih naroda usvojilo je 3. travnja 1982. godine tzv. Rezoluciju 502, kojom se zahtjevalo trenutačno povlačenje svih argentinskih postrojbi s otočja te se traži od vlada Argentine i Ujedinjenog Kraljevstva da situaciju riješe diplomatskim putem te da se suzdrže od daljnih vojnih operacija.

## Obaviještavanje Londona
U 16:30 po lokalnom vremenu 2. travnja 1982. došlo je do poslijednjeg razgovora telefaksom između telefonske centrale na Falklandskim otocima i operativca tijekom kojeg je objavljeno da su isti pod kontrolom Argentine.

## Vremenski okvir operacije
Operacija se odvila na sljedeći način:
1. 21:30, 1. travnja – Razarač Tip 42 ARA Santisima Trinidad počinje iskrcavati mornarićke komandose iz skupine amfibijskih komandosa u 21 mali motorni čamac na napuhvanje. Oni su zaplovili prema Mullet Creeku ali su otplovili predaleko na sjever te se zapleli u ležišta kelpa koji su uzrokovali teškoće u plovidbi čamcima. Odlučili su krenuto prema najbližoj plaži koje se nalazila blizu Lake Pointa
2. 23:00, 1. travnja – Prva skupina 84 vojnika iskrcala se na neimenovanu plažu na Lake Pointu. Skupina se razdvojila u dvije postrojbe, manja postrojba koju je predvodio stariji poručnik bojnog broda Giachino krenula je prema guvernerovoj palači, a veća postrojba predvođena starjim poručnikom bojnog broda Sabarotsom krenula je prema vojarni u Moody Brooksu.
3. 04:30 2 April – Mala prethodnica taktičke ronilačke skupine iskrcava se iz podmornice ARA Santa Fe neopažena blizu zaljeva Yorke.
4. 05:30 2 April – Postrojba predvođena starijim poručnikom bojnog broda Sabarotsom stiže do vojarne u Moody Brooksu te ju opkoljava. Bacaju ručne granate u objekte i otvaraju paljbu iz teških strojnica. Nalaze prazne objekte.
5. 06:00 2 April – 20 borbenih vozila tipa Amtrac i nekoliko amfibijiskih plovila LARC-V natovarenih vozilima iskrcavaju se s broda za prijevoz tenkova i oklopnih vozila ARA Cabo San Antonio. Postrojba je podijeljena u tri skupine:

  - četiri Amtrac prethodnice, uključujući jedan koji nosi vojni vod;
  - glavnina smaga s 14 vozila tipa Amtrac;
  - zamjenik zapovijednika, Amtrac za izvlačenje vozilia, i vozila iskrcana s LARCA.
6. 6:30, 2. travnja – Prethodnica ne nailazi na otpor. Vod kopnene vojske zauzima napušteni aerodrom koji su prethodno pročešljali mornarički ronioci.
7. 6:30, 2. travnja – Postrojba s 16 argentinskih mornaričkih komandosa stiže do guvernerove palače. Zaustavlja ih 31 kraljevski marinac 11 mornara i jedan mještanin. Trojica argentinskih vojnika su ranjena uključujući i zapovijednika voda starijeg poručnika bojnog broda Giachina koji je kasnije preminuo. Trojica argentinskih vojnika zarobljena su u guvernerovoj palači, iako su u to vrijeme (8:00) već počeli pregovori o predaji s argentinskim dužnosnicima.
8. 7:15, 2. travnja – Oklopnjaci Amtrac napreduju bez otpora prema Port Stanleyu ali su dočekani u zasjedi iz jedne kuće udaljene 500 metara. Kraljevski marinci koriste rakete i puškostrojnice, Kraljevski marinci se povlače u guvernerevu palaču. Jedno oklopno vozilo tipa Amtrac oštećeno je strojničkom paljbom a jedan arrgentinski vojnik je lakše ranjen.
9. 8:30, 2. travnja – Kolona Amtraca zauzima Port Stanley.
10. Vod dvadeset pete pukovnije potpukovnika počinje s raščiščavanjem piste dok postrojba ronilačkih taktičkih diverzanata koja je prethodno iskrcana s broda ARA Santa Fe osigurava aerodrom te zauzima svjetionik.

## Vanjske poveznice
- Poručnik Richard D. Chenette, Komandno-stožerna škola Marine Corps "Operation Rosario": Argentinsko zauzimanje Malvinskih [ Falklandskih ] otoka: Povijest i diplomacija
- Invazija Falklandskih otoka, operacija Rosario
- Obrambene snage Falklandskih otoka sjećaju se svoje uloge
- RAF-ov izvještaj o invaziji, očito izvadak iz Wayeve knjige
- Britanski veteran vraća se na otoke South Georgia  Arhivirana inačica izvorne stranice od 8. svibnja 2007. (Wayback Machine)
- Ben Fogle otkriva neispričanu priču o Naval Party 8901 tijekom Falklandskog rata, 7. travnja 2022.